# Hilde Dillen
Hilde Julie Dillen (Mortsel, 1962) is een Belgisch schrijver van een literaire jeugdroman en een adolescentenroman voor volwassenen.
Dillen debuteerde in 1997 met Koorddansen, een boek dat verschillende lovende recensies ontving. Jürgen Peeters, docent Nederlands en Duits en recensent van jeugdliteratuur prijst de levensechte en inhoudelijk en literair knap beschreven reactie van de moeder van hoofdpersoon Daniel op haar zoons coming-out. 'In haar maatschappijkritische visie komt Dillen erg geloofwaardig over en het taboe op holebiseksualiteit wordt knap doorbroken.' Ook door verschillende recensenten van kranten en dagbladen zoals De Morgen, De Standaard der Letteren, de Volkskrant, Trouw en het Brabants Dagblad werd Koorddansen geprezen als goed geschreven taboedoorbrekend boek. Het werd opgenomen in de groslijst LHBTQ+literatuur van het digitale literaire tijdschrift Tzum.
Helma van Lierop-Debrauwer, hoogleraar kinder- en jeugdliteratuur aan de Universiteit van Tilburg, en cultuurwetenschapper en neerlandicus Neel Bastiaansen-Harks noemen Dillen in hun boek Over grenzen. De adolescentenroman in het literatuuronderwijs een auteur die 'jongeren die tijdens de adolescentiefase de eigen seksuele geaardheid ontdekken, de mogelijkheid die ontdekking literair te verkennen' biedt. In het Lexicon van de jeugdliteratuur, dat deel uitmaakt van de Digitale Bibliotheek voor de Nederlandse Letteren (DBNL), noemt Van Lierop-Debrauwer Dillens debuut een 'mooi literair voorbeeld van het accepteren van een anderssoortige relatie door de omgeving'.
In 1999 verscheen Dwarsliggen, een adolescentenroman voor volwassenen die duidelijk maakt wat het betekent om kunstenaar te zijn, en om psychotisch te zijn. Ook in dit boek staat een verboden relatie centraal, tussen kunstschilder Jens en zijn nicht Hanne. Het wordt aangeprezen op de flaptekst als obsederend en beklemmend boek. Dwarsliggen werd in 2003 in het Frans vertaald door Charles Francken en verscheen als Tout en travers: Roman d'une schizophrénie bij uitgeverij Les Flamboyants in Uzès.

## Werken
- Koorddansen, 1997
- Dwarsliggen, 1999

- International Standard Name Identifier: 0000 0000 0125 779X
- Library of Congress Control Number: n00024809
- Nederlandse Thesaurus van Auteursnamen: 155681028
- Virtual International Authority File: 64231209